# VMU

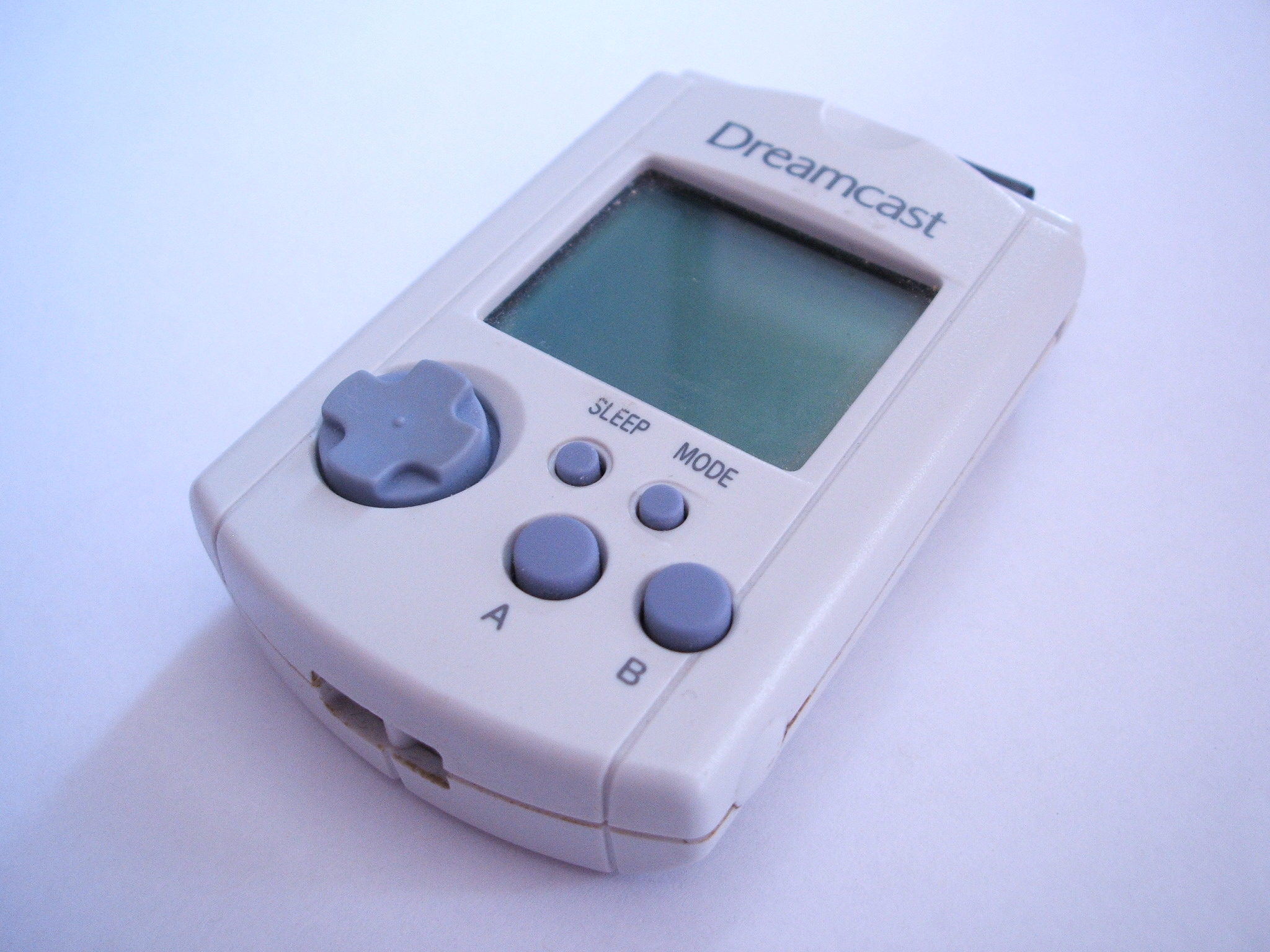
Un VMU.

El VMU (acrónimo de Visual Memory Unit unidad de memoria visual) es la "tarjeta de memoria" de la Sega Dreamcast. Aunque su funcionalidad básica sea la de dispositivo de almacenamiento extraíble, la VMU tiene otras funciones. Sirve como pantalla auxiliar durante el juego normal (mostrando mapas y H.U.Ds) y, mediante soft adicional, puede actuar como una consola independiente de la Dreamcast. Por ejemplo el Chao Battle mode incluido en Chao Adventure. Sega lo diseña para ser usado con su plataforma NAOMI, de modo que puedas guardar tus puntuaciones y niveles en la recreativa y usarlos luego en la consola, y viceversa. En Europa la VMU se llama sencillamente VM, abreviatura de Visual Memory.

## Minijuegos
Varios juegos de la Dreamcast incluyen minijuegos que pueden ser cargados en la VMU. La serie de juegos Sonic Adventure incluyen el minijuego Chao Adventure (una especie de clon del Tamagotchi). Los jugadores pueden cargar en la VMU huevos de chao y chaos recién nacidos y jugar con ellos en la VMU, lo que incrementa los niveles de su Chao, para luego recargarlos con las mejoras en el juego de la Dreamcast. Otros juegos soportan esta característica.
La VMU requiere 2 pilas botón CR 2032, que se insertan en la trasera bajo una trampilla asegurada con un tornillo Philips. Esa misma pila se usa en la Sega Saturn para salvaguardar su memoria interna. Incluso con las pilas descargadas, o sin pilas, la VMU puede usarse como una Tarjeta de memoria completamente funcional (los datos de los juegos no se borran); y la pantalla sigue funcionando cuando se inserta en un mando Dreamcast. El consumo de pilas era alto (se agotaban en 2 o 3 horas), lo que ocasionó numerosas quejas de sus usuarios.

## Conectividad

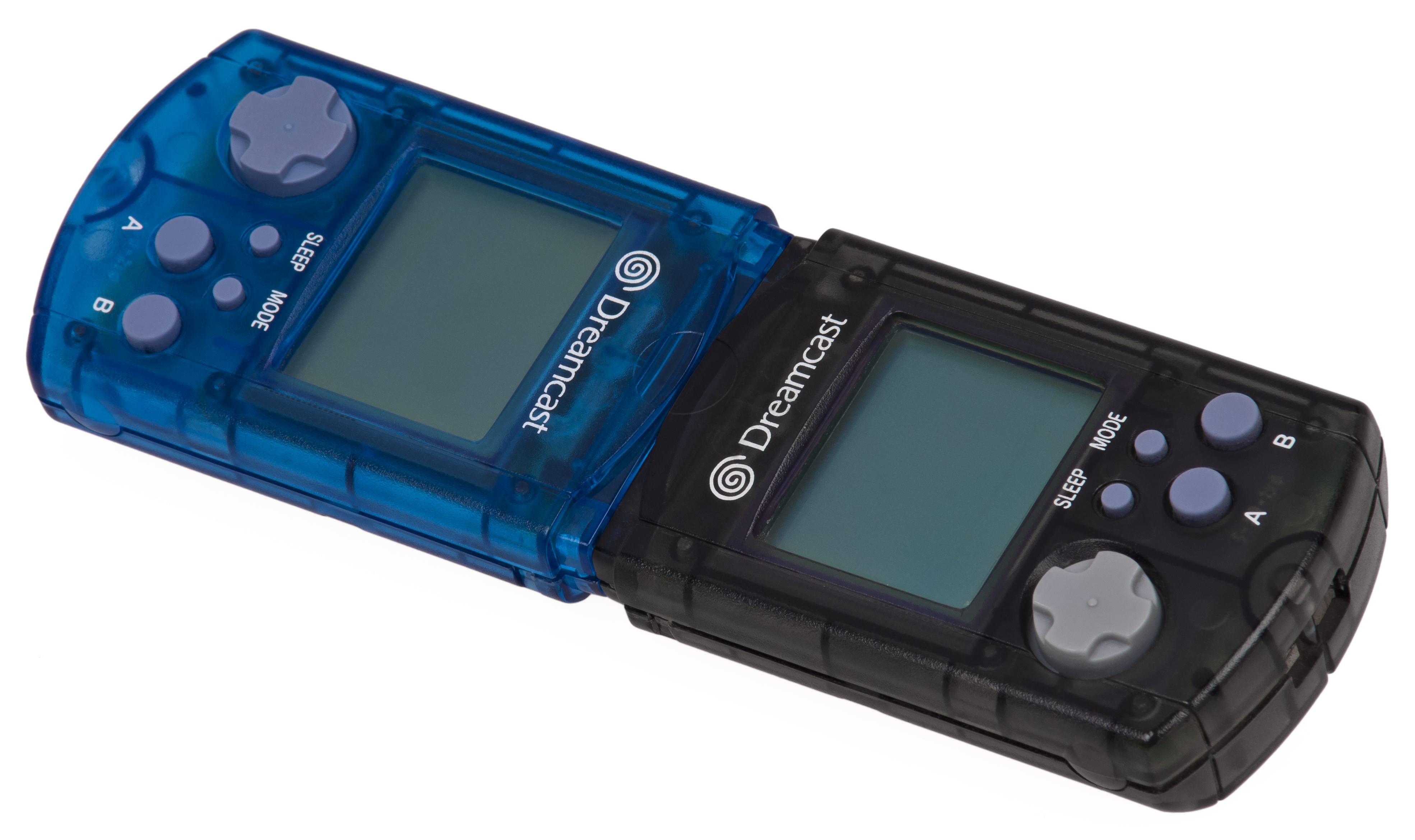
VMU conectada a otra para el intercambio de datos.

La VMU puede conectarse en un mando Dreamcast (gamepad, volante, pistola...) en lugar de en la consola. El principal motivo es la idea de que la pantalla invertida actúe como pantalla secundaria para el jugador. Pueden conectarse dos VMU o dispositivos de memoria de terceros en cada gamepad Dreamcast, pero solo se visualiza la pantalla del superior. Los programadores deben determinar lo que se visualiza en esa pantalla durante el juego, como mapas o mensajes secretos en juegos multijugador. Por ejemplo en el juego Sonic Shuffle, cada jugador puede consultar de forma privada sus cartas en la pantalla del VMU insertado en su mando. Esto da más posibilidades tácticas y evita que rivales puedan sacar provecho al visualizar las cartas en la pantalla del televisor. Normalmente los juegos sólo muestran un logotipo en la pantalla del VMU durante el juego; en Sonic Adventure, los personajes son visualizados durante la secuencia de presentación, y durante el juego un Chao es mostrado. 2 VMUs pueden conectarse entre sí sin necesidad de una consola Dreamcast permitiendo el intercambio de partidas salvadas y el jugar minijuego del juego principal, como el Chao Battle mode incluido en Chao Adventure. El intercambio puede hacerse también entre una VMU y una unidad de memoria de terceros (actuando la VMU como controlador), pero nunca entre 2 unidades sin pantalla.
En el primer uso de una VMU, el jugador puede asignarse un logotipo simple. Los logos disponibles para selección incluyen calaveras y huesos cruzados y rayos de bola. El logo se muestra en la pantalla del VMU y en el menú de la Dreamcast cuando se selecciona un VMU para manipularlo. Esto permite una fácil identificación, muy útil cuando se usan varios VMUs en los controles a la vez.

## Especificaciones técnicas
| Característica | Especificación                                                                  |
| -------------- | ------------------------------------------------------------------------------- |
| Dimensiones    | 47 mm × 80 mm × 16 mm (1.85 in × 3.15 in × 0.63 in)                             |
| Peso           | 45 g                                                                            |
| CPU            | CPU: 8-bit (Sanyo LC8670 "Potato")                                              |
| Memoria        | 128 KB (200 blocks)                                                             |
| Pantalla       | 48 x 32 píxeles, monocromo, de 37 × 26 mm (1.46 × 1.02 pulgadas)                |
| Sonido         | 1-canal PWM sound source                                                        |
| Controles      | Cruz de Control, 2 botones de control (A y B), botones Mode y Sleep.            |
| Alimentación   | 2 x CR2032 de litio (funciona aún sin baterías, pero solo para almacenar datos) |